# Lothar von Frankl-Hochwart

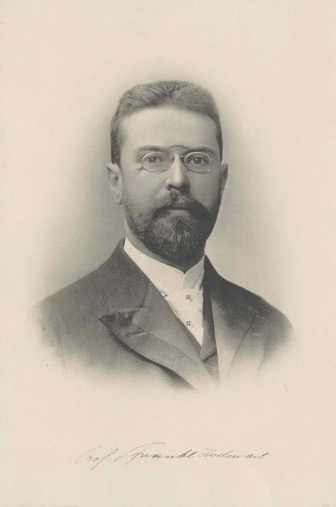
Lothar von Frankl-Hochwart

Lothar Ritter von Frankl-Hochwart (* 12. Juli 1862 in Wien; † 19. Dezember 1914 in Gainfarn) war ein österreichischer Neurologe.

## Leben
Lothar von Frankl-Hochwart, Sohn von Ludwig August von Frankl-Hochwart, absolvierte nach dem Besuch des Schottengymnasiums an der Universität Wien ein Medizinstudium, welches er 1886 mit der Promotion abschloss. 1887 wurde er Leiter der Nervenambulatoriums von Hermann Nothnagel ebenfalls in Wien. 1891 habilitierte er sich und 1898 erfolgte die Ernennung zum außerordentlichen Professor. 1913 wurde er zum Vorstand der neurologischen Abteilung an der Allgemeinen Poliklinik berufen.

## Schriften
- Die Tetanie. Berlin: August Hirschwald, 1891.
- Die Tetanie der Erwachsenen. 2. vielfach umgearbeitete Auflage. Wien und Leipzig: Hölder, 1907.
- Die nervösen Erkrankungen der Tabakraucher. Wien [u. a.]: Hölder, 1912.